# Agilisaurus louderbacki
Agilisaurus louderbacki ("lagarto ágil de George Louderback") es la única especie conocida del género extinto Agilisaurus de dinosaurio neornitisquio que vivió a principios del período en el Jurásico, hace aproximadamente 165 millones de años, en el Calloviense, en lo que hoy es Asia. La única especie nombrada, A. louderbacki, en honor al Dr. George Louderback, un geólogo estadounidense y el primero en reconocer fósiles en la provincia de Sichuan en China durante 1915. Tanto el género como la especie fueron creados por el paleontólogo chino Peng Guangzhou y descritos en un artículo breve en 1990, y con más detalle en 1992.

## Descripción
El nombre proviene del Latín agilis que significa 'ágil' y del griego sauros que significa 'lagarto', y refiere a la supuesta agilidad debido al poco peso del esqueleto y las largas patas. La tibia es tan larga como el fémur, lo que indicaría que se trataba de un veloz corredor bípedo, usando su larga cola para balancearse, aunque pudo conseguir el alimento alimentándose del follaje bajo. Fue un herbívoro relativamente pequeño, que tenía una longitud promedio de 1,2 metros, aunque podría haber ejemplares que alcanzaran hasta 1,7 metros de largo. Su altura y su peso son dudosos pero se le podría estimar 60 centímetros de alto y un peso de 40 kilogramos. Como todos los ornitisquios, tenía una estructura similar a un pico en el extremo de la boca para poder conseguir su alimento.

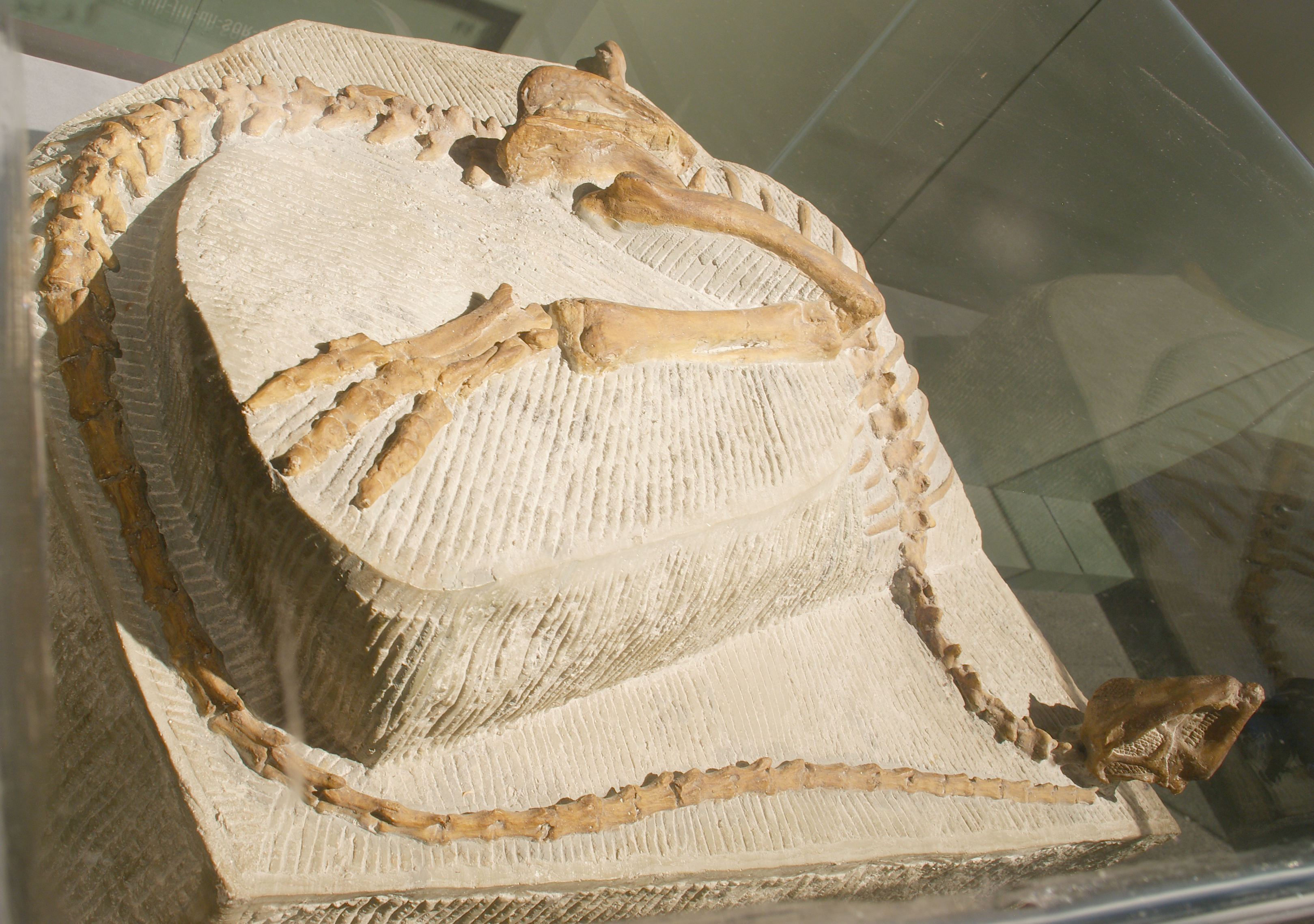
Esqueleto de un Agilisaurus expuesto en el Bishop Museum, Honolulu, Hawái.

Las comparaciones entre los anillos escleróticos de Agilisaurus y las aves y reptiles modernos sugiere que debieron ser de hábitos diurnos, a diferencia de los grandes dinosaurios herbívoros que se supone que estuvieron activos por cortos intervalos durante el día.

## Descubrimiento e investigación

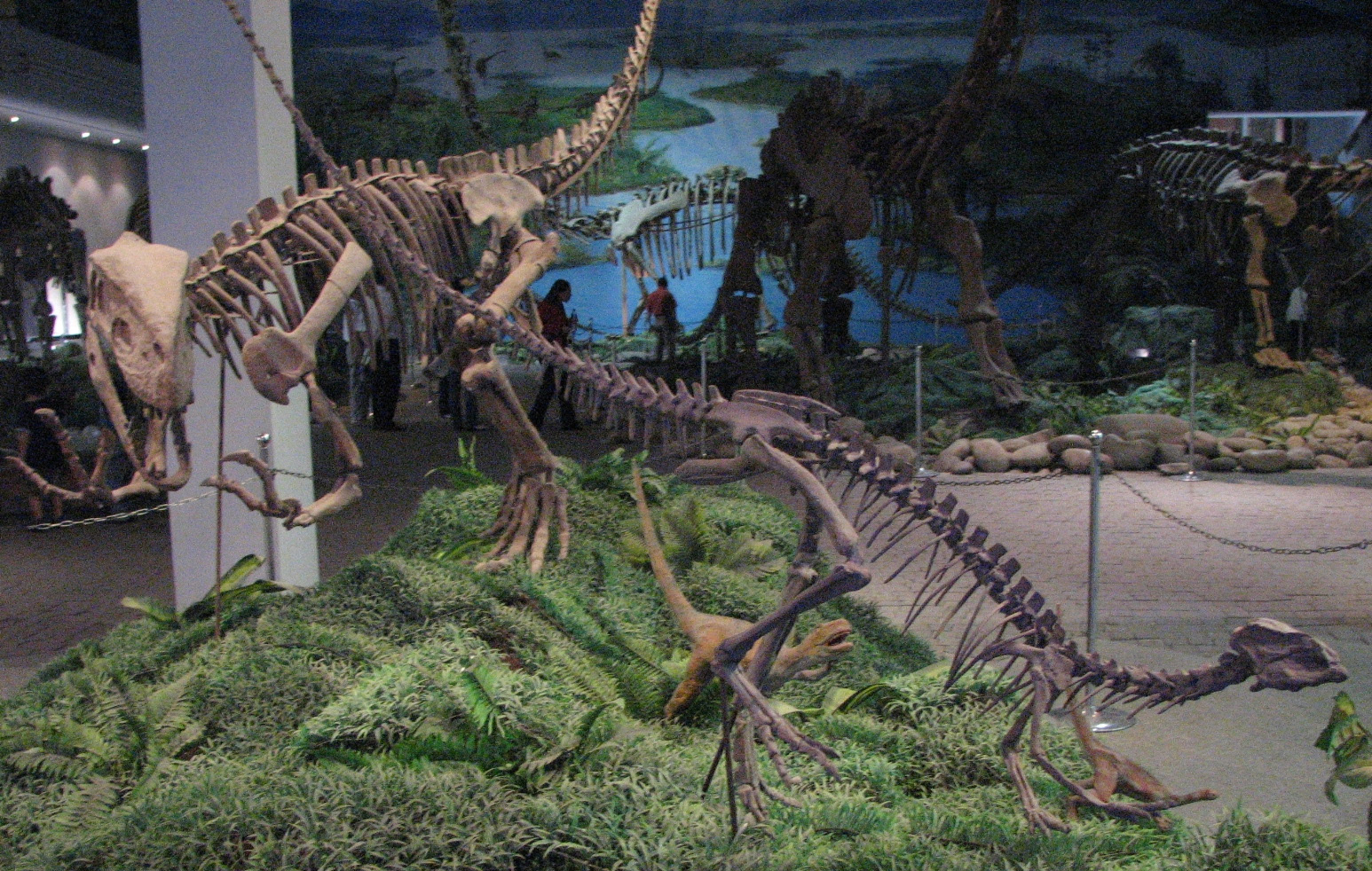
Un Agilisaurus montado en el museo Zigong perseguido por un Gasosaurus.

Solo se conoce un esqueleto casi completo de Agilisaurus louderbacki, descubierto durante la construcción del Museo de Dinosaurios de Zigong, donde permanece actualmente, aunque es uno de los esqueletos más completos hallados de un ornitisquio pequeño. Solo le faltan algunas partes de las patas traseras y delanteras, que pueden ser reconstruidas por la simetría bilateral con las patas del lado intacto. Este museo que se encuentra a las afuera de la ciudad de Zigong, en la provincia China de Sichuan, que junto a Agilisaurus, se encuentra los bien conocidos Xuanhanosaurus, Shunosaurus y Huayangosaurus. Encontrado en el miembro inferior de la Formación Shaximiao, también llamada "Xiashaximiao", con un rango que va desde el Bathoniense hasta el Calloviense durante el Jurásico medio aproximadamente hace 168 a 161 millones de años.

## Clasificación

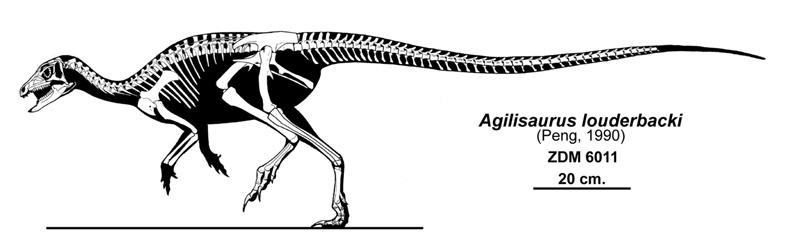
Restos conocidos Agilisaurus.

A pesar de estar referifdo a un esqueleto muy completo, Agilisaurus se ha colocado en muchas diversas posiciones en el árbol de familia ornitisquios. Fue colocado originalmente en la familia Fabrosauridae, que no es más considerada válida por la mayoría de los paleontólogos. Varios estudios recientes, incluyendo análisis cladisticos, muestran a Agilisaurus como un miembro basal del grupo Euornithopoda, que incluye todos los ornitópodos más derivados que la familia Heterodontosauridae. Sin embargo, los heterodontosáuridos no se consideran como ornitopodos sino más estrechamente vinculado al suborden Marginocephalia, que incluye ceratopsianos y paquicefalosáuridos. En un análisis cladistico reciente,  Agilisaurus fue ubicado en una posición basal a los heterodontosáuridos en la rama que lleva a Marginocephalia.  Agilisaurus sido incluido como ornitisquio basal a los ornitópodos y marginocéfalos.

### Segunda especie
En su descripción de 1992, Peng se refiere a una segunda especie de Agilisaurus. Esta especie es conocida anteriormente bajo el nombre de Yandusaurus multidens. Debido a que esta especie no pertenecía a Yandusaurus y a las similitudes con A. louderbacki, le asignó el nombre de Agilisaurus multidens.
Sin embargo otros científicos no estaban convencidos de que esta especie hubiese pertenecido a Yandusaurus o Agilisaurus, y en 2005, fue reasignado de nuevo, esta vez a su propio género creado recientemente. Ahora se conoce como Hexinlusaurus multidens. Varios estudios convienen que esta especie es levemente más derivada que Agilisaurus. Ambos  Yandusaurus y Hexinlusaurus también fueron encontrados en la Mina de Dashanpu.